# دالة زيتا لريمان

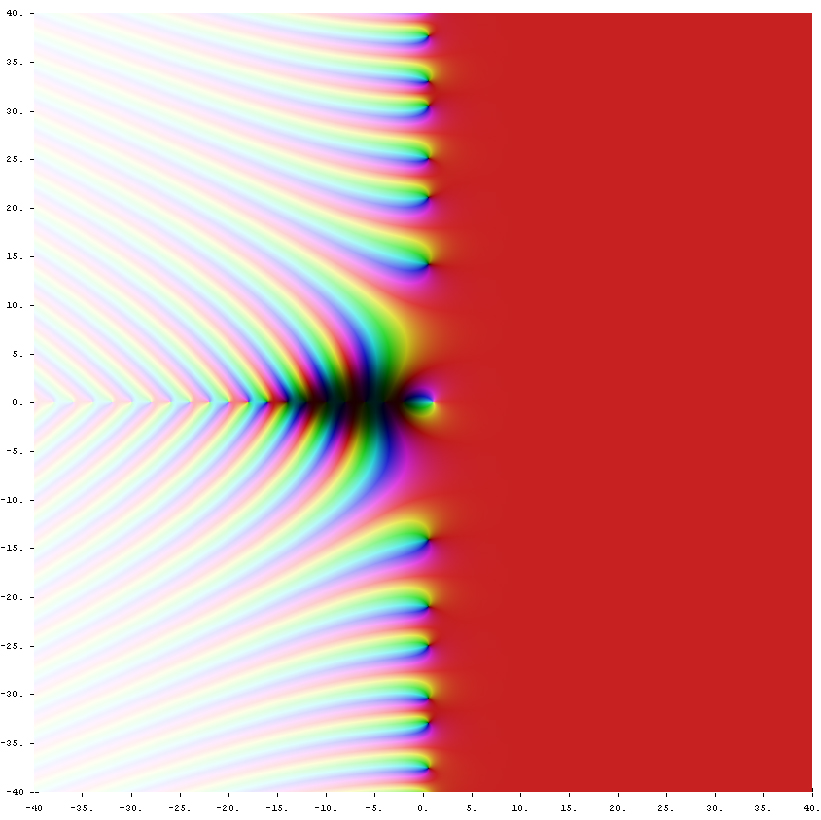
دالة زيتا لريمان (ζ(s في المستوى العقدي. لون كل نقطة يمثل قيمة الدالة (ζ(s. الألوان المظلمة تمثل قيما قريبة من الصفر بينما مثلت الأعداد الحقيقية الموجبة باللون الأحمر

دالة زيتا لريمان (اِقْتِرانُ ريمان الزَّائِيُّ حسب مجمع اللغة العربية بالقاهرة) وقد تسمى أيضا دالة زيتا لأويلر-ريمان (بالإنجليزية: Riemann zeta function)‏ هي دالة متغيرها عدد عقدي s، تمدد تحليليا مجموع المتسلسلة غير المنتهية {\displaystyle \sum _{n=1}^{\infty }{\frac {1}{n^{s}}},}، التي تتقارب حين يكون الجزء الحقيقي للعدد s أكبر قطعا من الواحد. وتلعب دالة زيتا لريمان دورا أساسيا في نظرية الأعداد التحليلية، ولها تطبيقات في الفيزياء ونظرية الاحتمالات والإحصاء التطبيقية.
هاته الدالة في صيغتها حيث المتغير يكون حقيقيا بدلا من مركب، اخترعت ودرست من طرف ليونهارد أويلر في النصف الأول من القرن الثامن عشر، بدون استعمال التحليل العقدي الذي لم يكن موجودا في ذلك الوقت. برنارد ريمان، في كتابه حول عدد الأعداد الأولية الأصغر من عدد ما، الذي نُشر في عام 1859، مدد تعريف أويلر إلى الأعداد المركبة، ثم برهن على كونها دالة جزئية الشكل، ووجد معادلة دالية تحققها هاته الدالة، ثم وجد علاقة تربط جذورها بتوزيع الأعداد الأولية.
قيم دالة زيتا لريمان عند الأعداد الطبيعية الزوجية حُسبن من طرف أويلر. أولها هو (ζ (2، أعطى حلحلة لمعضلة بازل. في عام 1979، برهن غوجي أبيري على كون (ζ (3 عددا غير جذري. قيم الدالة عند الأعداد الصحيحة السالبة، اللائي حُسبن أيضا من طرف أويلر، هي أعداد جذرية تلعب دورا مهما في نظرية الأشكال النمطية. تعرف حاليا العديد من التعميمات لدالة زيتا لريمان، منها متسلسلة دركليه ودالة دركليه اللامية والدوال اللامية.

## تعريف
دالة زيتا لريمان (ζ (s هي دالة متغيرها عدد عقدي s=σ+it (في هذا الإطار، s و σ هما الرمزان اللذان يستعملان عادة من أجل دراسة الدالة ζ). المتسلسلة غير المنتهية التالية تتقارب عندما يكون الجزء الحقيقي للعدد s أكبر قطعا من الواحد. حينئذ تعرف هاته المتسلسلة الدالة (ζ(s.
{\displaystyle \zeta (s)=\sum _{n=1}^{\infty }n^{-s}={\frac {1}{1^{s}}}+{\frac {1}{2^{s}}}+{\frac {1}{3^{s}}}+\cdots \;\;\;\;\;\;\;\sigma ={\mathfrak {R}}(s)>1.\!}
دالة زيتا لريمان معرفة امتدادا تحليليا للدالة المعرفة بالمتسلسلة السابقة الذكر عندما يكون σ> 1.
درس ليونهارد أويلر هاته المتسلسلة في عام 1740 بالنسبة للأعداد الطبيعية قيما للعدد s، وبعد ذلك مدد تشيبيشيف الدراسة إلى جميع الأعداد الحقيقية الأكبر من الواحد s> 1.
المتسلسلة أعلاه هي نموذج لمتسلسلة دركليه يتقارب مطلقا نحو دالة تحليلية بالنسبة إلى s حين يكون σ> 1 ويتباعد بالنسبة لجميع القيم الأخرى ل s. برهن ريمان أن الدالة المعرفة على نصف المستوى حيث المتسلسلة أعلاه تتقارب، يمكن أن تُمدد تحليليا إلى جميع قيم s المخلفة عن الواحد. حين يكون s مساويا للواحد (s = 1)، تصير المتساوية المعرفة أعلاه المتسلسلة المتناسقة وهي متسلسلة تتباعد نحو +∞ و:
{\displaystyle \lim _{s\to 1}(s-1)\zeta (s)=1.}
هكذا، دالة زيتا لريمان هي دالة جزئية الشكل على المستوى العقدي كله، أي بمعنى أنها دالة تامة الشكل في المستوى العقدي كله باستثناء القطب البسيط عند 1 بباق مساوي ل1.

## قيم خاصة

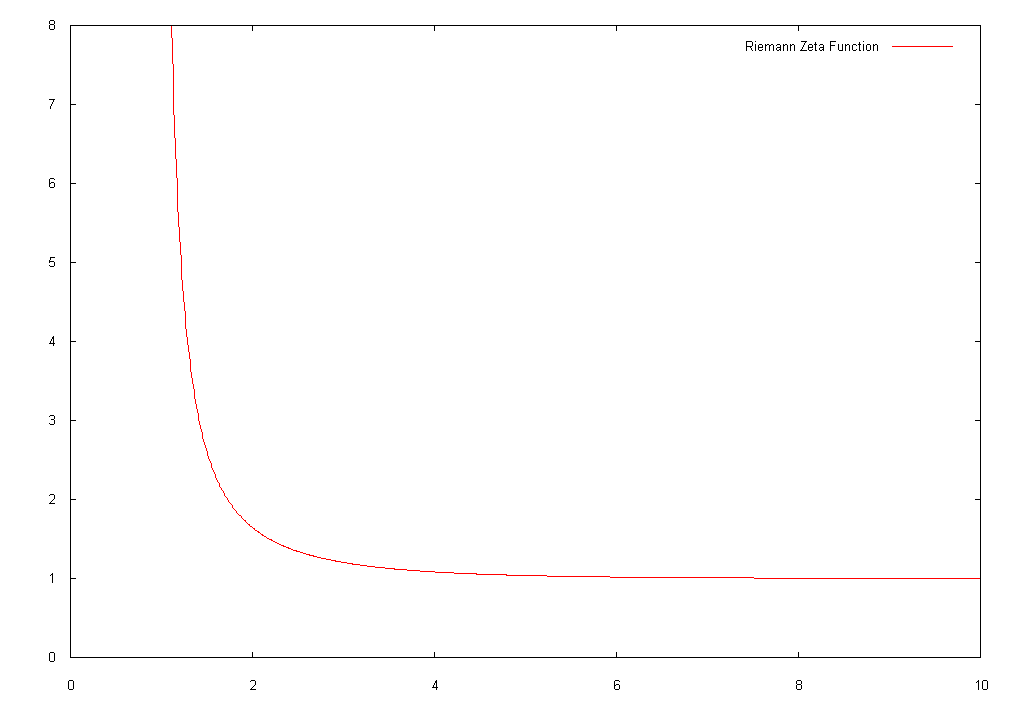
دالة زيتا لريمان عندما يكون s حقيقيا ويكون أكبر قطعا من الواحد

الصيغة التالية تنسب إلى أويلر وهي تعطي قيمة (ζ(2k للأعداد الزوجية:
{\displaystyle \zeta (2k)={\frac {(-1)^{k-1}B_{2k}(2\pi )^{2k}}{2(2k)!}}}
حيث  B2k هي أعداد بيرنولي. لا توجد صيغة لحساب زيتا بالنسبة للأعداد الفردية. أما بالنسبة إلى الأعداد السالبة فيتوفر ما يلي:
{\displaystyle \zeta (-n)=-{\frac {B_{n+1}}{n+1}}}
حين يكون n ≥ 1. هذا يؤدي إلى انعدام دالة زيتا لريمان بالنسبة لجميع الأعداد الزوجية السالبة لأن Bm = 0 مهما كان m فرديا ومختلفا عن الواحد.
هذه بعض القيم:
{\displaystyle \zeta (0)=-{\frac {1}{2}}\!}
{\displaystyle \zeta (1/2)\approx -1.4603545\!} تستعمل في الفيزياء،
{\displaystyle \zeta (1)=1+{\frac {1}{2}}+{\frac {1}{3}}+\cdots =\infty ;\!} هي المتسلسلة المتناسقة.
{\displaystyle \zeta (3/2)\approx 2.612;\!}   تستعمل في الفيزياء،
{\displaystyle \zeta (2)=1+{\frac {1}{2^{2}}}+{\frac {1}{3^{2}}}+\cdots ={\frac {\pi ^{2}}{6}}\approx 1.645;\!} يعرف برهان هاته المتساوية بمعضلة بازل. مقلوب هذا المجموع (أي:{\displaystyle {\frac {6}{\pi ^{2}}};\!}) هو جواب السؤال التالي: ما احتمال أن يكون عددان طبيعيان، اختيرا عشوائيا، أوليين فيما بينهما ؟
{\displaystyle \zeta (3)=1+{\frac {1}{2^{3}}}+{\frac {1}{3^{3}}}+\cdots \approx 1.2020569;\!}: تسمى ثابتة أبيري.
{\displaystyle \zeta (4)=1+{\frac {1}{2^{4}}}+{\frac {1}{3^{4}}}+\cdots ={\frac {\pi ^{4}}{90}}\approx 1.0823;\!} تستعمل في الفيزياء.
ζ(6) = π6/945
ζ(8) = π8/9450

## صيغة جداء أويلر
اكتشفت العلاقة بين دالة زيتا والأعداد الأولية من طرف عالم الرياضيات ليونهارد أويلر الذي برهن على المتطابقة التالية (prime تعني عددا أوليا):
{\displaystyle {\frac {1}{\zeta (s)}}=\prod _{p{\mbox{ prime}}}^{\infty }(1-p^{-s}).}
كان ذلك في عام 1737. يسمى هذا الجداء جداء أويلر.

## المعادلة الدالية
دالة زيتا لريمان تحقق المعادلة الدالية التالية (والتي قد تسمى أيضا معادلة ريمان الدالية):
{\displaystyle \zeta (s)=2^{s}\pi ^{s-1}\ \sin \left({\frac {\pi s}{2}}\right)\ \Gamma (1-s)\ \zeta (1-s)\!,}
حيث (Γ(s هي دالة غاما، وهي متساوية لدوال جزئية الشكل، صالحة في المستوى العقدي كله. هذه المعادلة تربط قيمة زيتا لريمان عند النقطة s بقيمتها عند النقطة {\displaystyle 1-s}. المعادلة الدالية (بسبب خصائص دالة الجيب) تعني أن (ζ(s لها جذورا بسيطة عند كل عدد صحيح زوجي سالب s = -2n. تُعرف هاته الأعداد بالجذور البديهية للدالة (ζ(s. عندما يكون s مساويا لعدد طبيعي موجب زوجي، يكون الجداء sin(πs2)Γ(1 − s) مساويا لعدد مختلف عن الصفر، لأن للدالة Γ(1 − s) قطب بسيط عند الأعداد الطبيعية. تَذَكر أن أقطاب دالة غاما هي الأعداد الصحيحة السالبة.
أُقيمت هاته المعادلة من طرف ريمان عام 1859 في مقاله حول عدد الأعداد الأولية الأصغر من عدد ما، كما استعملها في إنشاء الامتداد التحليلي في أول الأمر. علاقة مكافئة لهاته المعادلة حُدست من طرف أويلر أكثر من قرن من الزمان من ذلك، في عام 1749، تتعلق بدالة إيتا لدركليه (دالة زيتا المتناوبة)
{\displaystyle \eta (s)=\sum _{n=1}^{\infty }{\frac {(-1)^{n+1}}{n^{s}}}=(1-{2^{1-s}})\zeta (s).}

## جذور دالة زيتا والمستقيم الحرج وفرضية ريمان

باستثناء الجذور البديهية، ليس لدالة زيتا لريمان جذور على يمين المستقيم1 =σ ولا على يسار المستقيم 0 =σ، (بالإضافة إلى ذلك، فإن هذه الچذور ليست قريبة من هذين المستقيمين). وأيضا، الجذور غير البديهية متماثلة بالنسبة لمحور الأعداد الحقيقية الأفقي وبالنسبة إلى المستقيم العمودي σ = 1/2. طبقا لفرضية ريمان، فإن هذه الجذور تقع كلها على المستقيم σ = 1/2 والمسمى بالمستقيم الحرج..

### حدسيات هاردي-ليتلوود
في عام 1914، برهن غودفري هارولد هاردي على أن {\displaystyle \zeta {\bigl (}{\tfrac {1}{2}}+it{\bigr )}} لها عدد غير منته من الجذور.

### حدسية سيلبرغ
في عام 1942، بحث أتل سيلبرغ معضلة هاردي-ليتلوود الثانية.

## خصائص دالة زيتا

### المقلوب
مقلوب دالة زيتا يمكن أن يُعبر عنه بواسطة متسلسلة دركليه، المعرفة بدالة موبيوس (μ(n.
{\displaystyle {\frac {1}{\zeta (s)}}=\sum _{n=1}^{\infty }{\frac {\mu (n)}{n^{s}}}\!}
بالنسبة لجميع الأعداد العقدية s، ذات جزء حقيقي أكبر قطعا من الواحد. انظر إلى دالة جداءية.

## تمثيلات

### تحويل ميلين
تحويل ميلين لدالة ما (f (x يُعرف كما يلي:
{\displaystyle \int _{0}^{\infty }f(x)x^{s-1}\,dx,}

### متسلسلة لورنت
دالة زيتا لريمان هي دالة جزئية الشكل لها قطب بسيط من الدرجة الأولى عند s = 1. هكذا، يمكن لها أن تنشر كمتسلسلة لورنت عندما يقترب s من الواحد.
{\displaystyle \zeta (s)={\frac {1}{s-1}}+\sum _{n=0}^{\infty }{\frac {(-1)^{n}}{n!}}\gamma _{n}\;(s-1)^{n}.}
الحد الثابت γ0 هو ثابتة أويلر-ماسكيروني.

### جداء هادامار
انظر إلى جداء غير منته وإلى مبرهنة التعميل لويرستراس.
المتسلسلة المتقاربة عموما

## تطبيقات
تستخدم دالة زيتا في العديد من الميادين مثل الإحصاء التطبيقي (طالع قانون زيف) ونظرية الحقل الكمومي وتحليل النظام التحريكي.

## تعميميات
هناك عدد من الدوال الزائية التي يمكن أن تعتبر تعميمات لدالة زيتا لريمان. منها دالة زيتا لهورفيتز المعرفة كما يلي:
{\displaystyle \zeta (s,q)=\sum _{k=0}^{\infty }{\frac {1}{(k+q)^{s}}}}

## معلومات إضافية
إذا كانت حدسية ميرتنز صحيحة، فإن فرضية ريمان صحيحة وأنه لا يوجد أي جذر غير بسيط لدالة زيتا (أي أنه لا يوجد أي جذر ذي درجة تساوي أو تفوق 2).
و لكنه رغم أن حدسية ميرتنز خاطئة، فإنه لا يزال يعتقد أن فرضية ريمان صحيحة وأن جذور دالة زيتا بسيطة (أي أن درجات هاته الجذور لا تساوي ولا تفوق 2)